# Eurytides
Genre
Le genre Eurytides regroupe des lépidoptères de la famille des Papilionidae et de la sous-famille des Papilioninae.

## Dénomination
Le nom d’Eurytides a été donné par Jakob Hübner en 1821.

## Caractéristiques communes
Ils résident en Amérique.

## Liste des espèces et sous-espèces
- Sous-groupe Bellerographum Möhn, 2002 ;
  - Eurytides bellerophon (Dahlman, 1823)
- Sous-groupe Eurytides
  - Eurytides callias (Rothschild et Jordan, 1906)
  - Eurytides columbus (Kollar, 1850)
  - Eurytides dolicaon (Cramer, 1776)
    - Eurytides dolicaon dolicaon
    - Eurytides dolicaon cauraensis Möhn, 2002
    - Eurytides dolicaon deileon (C. et R. Felder, 1865)
    - Eurytides dolicaon hebreus Brown et Lamas, 1994
    - Eurytides dolicaon septentrionalis Brown, 1994
    - Eurytides dolicaon tromes (Rothschild et Jordan, 1906)

  - Eurytides iphitas Hübner, [1821]
  - Eurytides marcellus (Cramer, 1777)
  - Eurytides orabilis (Butler, 1872)
    - Eurytides orabilis orabilis
    - Eurytides orabilis isocharis (Rothschild et Jordan, 1906)

  - Eurytides salvini (Bates, 1864)
  - Eurytides serville (Godart, [1824])
    - Eurytides serville serville
    - Eurytides serville acritus (Rothschild et Jordan, 1906)

## Source
« Eurytides », sur funet.fi (consulté le 8 mai 2012)